# Charlotte Cardin
Charlotte Cardin (n. 9 noiembrie 1994, Montréal, provincia Québec, Canada) este o cântăreață canadiană. Ea a fost nominalizată la 14 premii Juno. În 2022, a primit patru premii: Artistul anului, Single-ul anului pentru piesa „Meaningless”, Albumul pop al anului și Albumul anului pentru albumul său de debut din 2021, Phoenix. Cel de-al doilea album al ei, 99 Nights⁠(d), a fost lansat în 2023 și a câștigat premiile Junos 2024 pentru Albumul Pop al Anului și Albumul Anului.